# Eboard
Eboard é um programa de computador para jogar xadrez, é escrito em C++ em conjunto com GTK+, funcionando nas mais diversas plataformas de computador como Linux, FreeBSD, Solaris e outras. Foi criado pelo brasileiro Felipe Bergo.
Algumas características são:
- Suporta jogos pela internet através dos servidores Internet Chess Club e FICS.
- Suporta os mais diversos chess engines.
- Leitura e escrita dos formatos de arquivos de xadrez PGN.
- Interface configurável das peças e tabuleiro.
- Suporta o protocolo DGT eletronic chess board.
- Suporta plugins para scripts com linguagem de programação Perl.